# Stu Linder
Stewart „Stu“ Bridgewater Linder (* 8. November 1931 in Geneva, Illinois; † 12. Januar 2006 in Ridgefield, Connecticut) war ein US-amerikanischer Filmeditor.

## Leben
Stu Linder, der seine Arbeit 1961 als Schnittassistent an Misfits – Nicht gesellschaftsfähig begann, schnitt ab 1966 als selbständiger Editor Spielfilme. 
Bereits sein Filmdebüt, Grand Prix, wurde 1967 mit einem Oscar in der Kategorie Bester Schnitt gewürdigt. Eine weitere Nominierung erhielt Linder 1989 für Rain Man.
Stu Linder heiratete 1981 Cathy Fitzpatrick und hatte mit ihr ein Kind. Er selbst starb 74-jährig infolge eines Herzinfarkts.

## Filmografie (Auswahl)
- 1966: Grand Prix
- 1968: Inferno am Fluß (Blue)
- 1980: Ene Mene Mu und Präsident bist du (First Family)
- 1982: American Diner (Diner)
- 1984: Der Unbeugsame (The Natural)
- 1994: Enthüllung (Disclosure)
- 1985: Das Geheimnis des verborgenen Tempels (Young Sherlock Holmes)
- 1987: Good Morning, Vietnam
- 1987: Tin Men
- 1988: Rain Man
- 1990: Avalon
- 1991: Bugsy
- 1992: Toys
- 1994: Quiz Show (Quiz Show)
- 1996: Sleepers
- 1997: Sphere – Die Macht aus dem All (Sphere)
- 1997: Wag the Dog
- 1999: Liberty Heights
- 2001: Banditen! (Bandits)
- 2004: Neid (Envy)

## Auszeichnungen
- Zwei Oscar-Nominierungen, davon einmal ausgezeichnet für Grand Prix (Grand Prix)
- Eine BAFTA-Nominierung für Rain Man (Rain Man)